# Breviscapus trilobus
Breviscapus trilobus är en tvåvingeart som först beskrevs av Kincaid 1899.  Breviscapus trilobus ingår i släktet Breviscapus och familjen fjärilsmyggor.
Artens utbredningsområde är Washington. Inga underarter finns listade i Catalogue of Life.